# Victorialand
Victorialand è il quarto album in studio del gruppo musicale britannico Cocteau Twins, pubblicato nel 1986.
L'album è stato composto senza la presenza del bassista Simon Raymonde il quale era impegnato nella registrazione del secondo album del supergruppo This Mortal Coil. Per questo motivo la cantante Elizabeth Fraser e il chitarrista Robin Guthrie decisero di dare un'impronta diversa alla loro musica, eliminando del tutto le percussioni per lasciare spazio solo a chitarre tintinnanti, molto riverberate, come sempre accompagnate dalla voce della Fraser che anche qui si diletta nel cantare testi indecifrabili. Di conseguenza il risultato è prettamente acustico, ai confini con la ambient.
Il titolo si riferisce ad una particolare regione situata in Antartide, conosciuta appunto come Victoria Land, di dominio britannico sin dall'epoca vittoriana, da cui il nome. Quasi tutte le canzoni sembrano essere ispirate a temi prettamente polari e invernali (non esclusivamente antartici) come ad esempio How to Bring a Blush to the Snow (Blush in inglese vuol dire rossore quindi potrebbe riferirsi allo sterminio delle foche artiche, più precisamente al rosso del sangue delle foche sulla neve), Feet-Like Fins, presumibilmente riferita ai pinguini, Throughout the Dark Months of April and May, che indica i mesi invernali del Polo Sud, Whales Tails (Code di balena) e Oomingmak che è il nome Inuit del bue artico, meglio conosciuto come bue muschiato.
The thinner the air si riferisce al fatto che gran parte del continente si trova a più di tremila metri sul livello del mare, di conseguenza l'aria è più rarefatta.
Anche in questo album i testi sono indecifrabili, costituiti da accostamenti di parole apparentemente senza nessun senso e scelte senza nessun criterio. Il suono regna sovrano, come unica e profonda espressione di emozioni e sentimenti.
Inizialmente l'album fu pubblicato in vinile su 45 giri, anche se di solito si usava il 33.
Una versione strumentale non accreditata di Oomingmak fu usata per i titoli di coda della compilation video Lonely Is An Eyesore, pubblicato sempre dall'etichetta 4AD. Questa versione fu in seguito rimasterizata e pubblicata nel single box set del 1991.

## Tracce
1. Lazy Calm  – 6:34
2. Fluffy Tufts  – 3:06
3. Throughout the Dark Months of April and May  – 3:05
4. Whales Tails  – 3:20
5. Oomingmak  – 2:42
6. Little Spacey  – 3:26
7. Feet-Like Fins  – 3:26
8. How to Bring a Blush to the Snow  – 3:51
9. The Thinner the Air  – 3:15

Tutti i brani sono stati composti da Elizabeth Fraser e Robin Guthrie.

## Formazione
- Elizabeth Fraser – voce
- Robin Guthrie – chitarra
- Richard Thomas dei Dif Juz – sassofono e tablas